# 长尾窄体吸虫
长尾窄体吸虫（学名：Lyperosomum longicauda）为双腔科窄体属的动物。分布于欧洲、土耳其斯坦、外高加索以及中国大陆的北京、山西、长沙等地，营寄生生活，终末宿主喜鹊、斑鸫以及树雀。
种加词 longicauda 意为“长尾的”。